# Plagiolepis funicularis
Plagiolepis funicularis é uma espécie de formiga do gênero Plagiolepis, pertencente à subfamília Formicinae.